# Vieux-Boucau-les-Bains
Vieux-Boucau-les-Bains, en gascon Lo Bocau Vielh, là một xã, thuộc tỉnh Landes trong vùng Nouvelle-Aquitaine. Xã này có diện tích 4,25 km², dân số năm 2006 là 1576 người. Xã này nằm ở khu vực có độ cao trung bình 3 mét trên mực nước biển.

## Biến động dân số
| 1962                                         | 1968 | 1975  | 1982  | 1990  | 1999  | 2006  |
| -------------------------------------------- | ---- | ----- | ----- | ----- | ----- | ----- |
| 772                                          | 903  | 1 072 | 1 151 | 1 210 | 1 379 | 1 576 |
| Số liệu từ năm 1962, dân số không tính trùng |      |       |       |       |       |       |